# Saison 15 de New York, unité spéciale
Chronologie
Saison 14 Saison 16
Cet article présente la quinzième saison de New York, unité spéciale, ou La Loi et l'Ordre : Crimes sexuels au Québec, (Law and Order: Special Victims Unit) qui est une série télévisée américaine.

## Distribution

### Acteurs principaux
- Mariska Hargitay (VF : Dominique Dumont) : détective puis sergent Olivia Benson
- Danny Pino (VF : Xavier Fagnon) : inspecteur Nick Amaro
- Kelli Giddish (VF : Anne Dolan) : inspecteur Amanda Rollins
- Richard Belzer (VF : Julien Thomast) : sergent John Munch
- Ice-T (VF : Jean-Paul Pitolin) : détective Odafin Tutuola
- Raúl Esparza (VF : Sébastien Desjours) : substitut du procureur Rafael Barba
- Dann Florek (VF : Serge Feuillard) : capitaine Don Cragen

### Acteurs récurrents

#### Membres de l'Unité spéciale
- Tamara Tunie : médecin-légiste Melinda Warner (épisodes 3, 9, 18 et 21)
- Donal Logue : lieutenant temporaire Declan Murphy, issu du NYPD (épisodes 17, 20, 21, 22, 23 et 24)
- B.D. Wong : Dr George Huang du FBI, ancien membre de l'Unité spéciale (épisode 23)
- Karen Tsen Lee : examinatrice médicale Susan Chung (épisodes 17 et 21)
- Lauren Noble : Carmen, secrétaire de Barba (épisode 8)
- Tabitha Holbert : substitut du procureur Rose Callier (épisode 16)

#### Bureau des Affaires Internes
- Robert John Burke : lieutenant Ed Tucker (épisodes 4, 11 et 21)
- Michael Potts : sergent Cole Draper (épisodes 17, 21 et 24)
- Dean Winters : détective Brian Cassidy (épisodes 1, 2, 4, 5, 9, 10, 11, 15 et 19)

#### Avocats de la défense
- Jeffrey Tambor : avocat de la défense Lester Cohen (épisodes 3 et 22)
- Jacqueline Hendy : avocate de la défense Sofia Crane (épisode 5)
- Jason Cerbone : avocat de la défense Lorenzo Desappio (épisodes 6, 16 et 24)
- David Pittu : avocat de la défense Linus Tate (épisodes 7 et 19)
- Delaney Williams : avocat de la défense John Buchanan (épisodes 8 et 18)
- Joanne Baron : avocate de la défense Diane Schwartz (épisode 8)
- Nia Vardalos : avocate de la défense Minonna Efron (épisodes 9 et 23)
- Renée Elise Goldsberry : avocate de la défense Martha Marron (épisodes 10 et 20)
- Elizabeth Marvel : avocate de la défense Rita Calhoun (épisodes 11, 15 et 21)
- Edwin Lee Gibson : avocat de la défense Orton Freeman (épisodes 13 et 24)
- Tony Campisi : avocat de la défense Steve Roth (épisode 16)
- Peter Hermann : avocat de la défense Trevor Langan (épisode 24)

#### Juges
- Kecia Lewis : juge Constance Copeland (épisodes 1 et 6)
- Michael Mastro : juge D. Serani (épisodes 5, 16 et 24)
- Sonia Manzano : juge Gloria Pepitone (épisodes 7 et 24)
- Aida Turturro : juge Felicia Catano (épisodes 8 et 22)
- John Rothman : juge Edward Kofax (épisode 10)
- Stephen C. Bradbury : juge Colin McNamara (épisodes 11 et 23)
- Jayne Houdyshell : juge Ruth Linden (épisodes 14, 19 et 24)
- Jenna Stern : juge Elana Barth (épisode 9)
- Victoria Rowell : juge Delilah Hawkins (épisode 15)
- Ami Brabson : juge Karyn Blake (épisode 18)
- Sharon Washington (de) : juge V. Hayes (épisode 23)

#### NYPD
- Zach Appelman : officier Jimmy Hamilton (épisodes 1 et 10)
- Dashiell Eaves : officier Kevin Donlan (épisodes 2 et 13)
- Matt Wood : officier Kenneth Parker (épisodes 4, 12 et 20)
- Josh Pais : commissaire-adjoint Hank Abrahams (épisodes 6, 14 et 18)
- Joel Brady : officier Jimmy Nolan (épisode 6)
- Cathy Moriarty : capitaine Toni Howard (épisode 11)
- Caris Vujcec : détective Louise Campesi (épisode 17)
- Edelen McWilliams : détective Martin (épisode 21)

#### NYFD
- Joselin Reyes : ambulancière Martinez (épisode 11)

#### Substitut du procureur
- Jessica Phillips : substitut du procureur Pippa Cox (épisodes 7, 14 et 24)
- Greg Germann : substitut du procureur de Westchester Derek Strauss (épisodes 11 et 21)

#### Entourage de l'Unité spéciale
- Bill Irwin : Dr Peter Lindstrom, thérapeute de Benson (épisodes 1, 2, 3, 4, 7, 10, 14, 19 et 21)
- Carol Kane : Gwen Munch, ex-femme de John Munch (épisode 5)
- Mel Harris : Eileen Switzer, petite amie de Cragen (épisodes 9 et 11)
- Alison Fernandez : Zara Amaro, petite fille d'Amaro (épisodes 7, 8, 11 et 23)
- Laura Benanti : Maria Grazie, ex-femme d'Amaro (épisodes 8 et 23)
- Nancy Ticotin : Cesaria Amaro, mère d'Amaro (épisode 11)
- Leslie Odom Jr. : prêtre Curtis Scott (épisodes 3, 6, 11 et 18)
- Allyson Morgan : infirmière Shelby Roberts (épisodes 12 et 21)

## Production
En avril 2013, la série a été renouvelée pour une quinzième saison.
Cette saison comporte 24 épisodes et est diffusée du 25 septembre 2013 au 21 mai 2014 sur NBC.
En France, la série est diffusée du 26 mai 2014 au 4 mai 2015 sur TF1, à intervalle irrégulier.
Raul Esparza qui joue le substitut du procureur Rafael Barba est désormais crédité en tant que personnage principal.
B.D Wong et Tamara Tunie sont apparus dans plusieurs épisodes de cette saison.
C'est de plus la dernière saison de Don Cragen, interprété par Dann Florek en tant que personnage principal. Ce dernier apparait dans la saison suivante mais seulement en tant que personnage régulier.

## Liste des épisodes

### Épisode 1:Au secours d'Olivia
- États-Unis : 25 septembre 2013 sur NBC
- France : 26 mai 2014 sur TF1

- États-Unis : 9,58 millions de téléspectateurs[3] (première diffusion)

- Lauren Ambrose : avocate de la défense Vanessa Mayer
- Stowe Brown : Janey Thurber
- Robin de Jesus : Jose Silva
- Barbara Jimenez : Viva Nuñez
- Ned Luke : Mr. Thurber
- Susan Pellegrino : Liz Mayer
- Jenna Rodriguez : Luisa Nuñez
- Pablo Schreiber : William Lewis
- Bill Irwin ; Docteur Peter Lindstrom
- Sue-Anne Morrow : Détective
- Dean Winters : Détective Brian Cassidy
- Diane Neal : Substitut du Procureur Casey Novak

Battue et recouverte de son sang, Benson se réveille ligotée et bâillonnée dans son appartement aux mains de Lewis armé, le violeur en série que les enquêteurs étaient parvenus à arrêter, mais qui s'est toujours débrouillé pour échapper à la justice lors des procès. Déterminée à lui résister pour survivre, elle tente de le manipuler en lui garantissant que toute son équipe le traquera sans relâche tandis que son petit ami et ancien collègue Cassidy ne vas pas tarder à venir chez elle comme c'était prévu. Or, ce dernier lui a laissé un message vocal pour lui faire part de son regret de devoir travailler plus longtemps que possible aux Affaires internes. Quelques jours plus tard, inquiet de ne pas avoir de nouvelles de sa part, il se rend à l'Unité spéciale pour prévenir Cragen et ses hommes qu'elle ne donne plus aucun signe de vie. Sachant qu'elle était affectée par l'annulation du procès de Lewis à cause d'un vice de procédure, le capitaine envoie Fin et Rollins à son domicile pour savoir si elle va bien d'autant plus qu'il lui avait donné quelques jours de congés pour qu'elle se remette de ses émotions. Malheureusement, en débarquant chez elle, ils constatent que son appartement est entièrement saccagé dont, entre autres parmi des traces de lutte, des cheveux arrachés de Benson. Quant à elle et Lewis, ils ont disparu. Dès lors, certains qu'il l'a martyrisée et enlevée, Cragen charge toute l'Unité spéciale de retrouver leurs traces le plus rapidement car Lewis est un violeur et tueur en série extrêmement vicieux et sadique. Leur premier indice n'est d'autre que le portable de Benson qui borne dans un quartier où se trouve le foyer pour délinquants en réinsertion où résidait Lewis dont son colocataire, Jose, révèle à Fin et Amaro qu'il l'a menacé avec son arme pour lui emprunter sa voiture avant d'abandonner le téléphone de l'inspecteur qu'il retient en otage. De leur côté, Rollins et Cragen interroge sa défense et petite amie, Vanessa Mayer, qui les blâme pour continuer à le persécuter malgré, d'après ses convictions, son innocence. Amoureuse de lui, elle leur assure qu'il n'a pas pu enlever Benson car il a passé la veille avec elle chez ses parents pour dîner avec eux. Pressés de la secourir, les détectives foncent chez les Mayer où ils mettent la main sur la chaîne de Benson dans le coffre de voiture que Lewis a volé à José. Plus aucun doute, alors qu'il passait du bon temps avec les Mayer, Benson était séquestrée à l'intérieur. En outre, en inspectant la maison des Mayer dont Vanessa ignorait qu'il avait organisé le rapt de l'enquêtrice, Amaro et Rollins tombent sur le cadavre du père de famille, ficelé et étouffé par du scotch, puis sur son épouse dénudée et attachée dans un placard. Aussitôt hospitalisée, elle raconte à Rollins que Lewis a raccompagné sa fille après leur soirée ensemble avant de revenir chez elle pour la violer et tuer son mari. Surtout, elle lui confie qu'il a forcé Benson à regarder son viol et si elle fermait les yeux, il n'hésiterait à la brûler pour qu'elle continue à assister à son agression sexuelle. En analysant les anciens crimes de Lewis, l'Unité spéciale comprend qu'il agit toujours de la même manière pour torturer et abuser sexuellement de ses proies. Après avoir acheté de la corde, du ruban adhésif, du fer à souder ainsi de l'eau dans une quincaillerie, il les emmène dans un lieu isolé pour les humilier sexuellement avant de les achever ou bien de les laisser vivre car il sait qu'elles n'oseront pas plainte contre lui. Conséquemment, pour sauver la vie de Benson, le temps presse car il a réussi à s'évanouir dans la nature avec elle...

### Épisode 2:Voleurs de vies
- États-Unis : 25 septembre 2013 sur NBC
- France : 2 juin 2014 sur TF1

- États-Unis : 9,58 millions de téléspectateurs[3] (première diffusion)

- Sidné Anderson : Colleen Bedford
- Angela Christian : April "Ma" Hendricks
- Sanja Danilovic : Dagmara Williams
- Xander Franco : Buddy
- Sydney James Harcourt : State Trooper
- Angela Lewis :  Rhonda "Auntie" Davis
- Rick Lyon : MO-MO
- Donald Mackay (acteur) : Scott Greyland
- T.J. Mannix : Tony Minetti
- Michael Massee : Michael "Pa" Williams
- Agatha Nowicki : Kayla "Sissy" Greyland
- Henny Russell : Faith Greyland
- Omar Scroggins : George Brown
- Bill Irwin ; Docteur Peter Lindstrom
- Dean Winters : Détective Brian Cassidy
- Diane Neal : Substitut du Procureur Casey Novak

Deux mois après son enlèvement et agression sexuelle par William Lewis, l'inspecteur Benson se réinstalle dans son appartement avec son petit ami Brian Cassidy et, malgré l'opposition de son psychiatre qui la trouve beaucoup trop vulnérable et fragile, retourne travailler au côté de son équipe de l'Unité spéciale. Traumatisée par ce cauchemar bien réel, elle prend également des cours d'auto-défense et tente de retrouver le moral en se rappelant que Lewis n'échappera plus jamais à la justice. Dès son premier jour, elle enquête sur l'abandon d'un petit garçon par son père qui, à la suite de l'altercation avec une mascotte à Times Square, a pris peur quand un policier s'est approché d'eux. Avenante, Benson aboutit à faire parler l'enfant mutique qui lui révèle son prénom, Buddy, et, à travers des dessins, lui explique qu'il vit avec trois femmes qu'il surnomme "Maman", "Tatie" et "Sissy". Quant à son géniteur qu'il baptise "Papa", il le décrit comme quelqu'un de colérique et, de bonne humeur le jour où il l'a laissé dans la rue, qu'il lui a proposé d'aller se promener ensemble à New York. De plus, il lui dit également qu'il le voit très peu car qu'il est souvent dehors et, pour passer le temps lors de leurs promenades, qu'il compte régulièrement les arrêts de tramway qui séparent leur maison de leur ville. Une ruse qui autorise les enquêteurs de localiser facilement son domicile d'autant plus que Buddy semble être un faux prénom au nom de famille inconnu. Aussitôt sur place, son voisin interpelle l'Unité spéciale pour leur signifier que le propriétaire se nomme Tony et qu'il vit avec sa mère. Or, en débarquant dans le sous-sol de la résidence, les policiers sont choqués d'y découvrir trois cages où, dans l'une d'entre elles, une jeune femme noire est enchainée et inconsciente, celle dont le locataire d'à côté a déjà aperçue ligotée dans la niche du chien de ce Tony en question. Identifiée par Buddy comme étant sa tante, Benson comprend qu'il a vécu pratiquement toute sa vie dans ces cachots  en compagnie des captives qu'il considère comme ses proches. Rejoints par le substitut du procureur Barba, les détectives réussissent à obtenir le patronyme de naissance de la première prisonnière. Portée disparue en 2002, elle s'appelle Rhonda Davies, elle a 24 ans, elle a été enlevée quand elle était petite et, à la suite du décès de ses parents, qu'elle a logé quelque temps dans un foyer avant son rapt qui a fait peu d'écho dans les médias. Diminuée mentalement et hospitalisée, celle-ci confie à Benson et Rollins que l'homme qu'elle revendique être son "Papa" couche avec ses détenues et leur insinue que Buddy est le fruit d'un viol qu'aurait subi "Sissy" par ce dernier. Paniqué d'être traqué par la police après avoir quitté Buddy, il a pris la fuite avec sa femme, une certaine "Maman", et "Sissy" tout en faisant le choix de ne pas emmener "Tatie" car elle était malade. De leur côté, Fin et Amaro interrogent le locataire du domicile, Tony, mais celui-ci leur rétorque qu'il n'est plus en contact avec sa mère qui l'a viré depuis qu'il lui a fait son coming-out. Pas du tout au courant du trio retenu de force dans la cave, il leur assure aussi qu'il n'y vit plus et qu'ils font fausse route sur lui. Conséquemment, l'Unité spéciale se rend compte que son identité a été usurpée par un individu qui s'est installé dans cette demeure et qu'il a pris sa place auprès de cette vieille femme qui semble ne plus faire partie de ce monde, soit un moyen d'acquérir totalement son logis tout en cachant son décès dans le but de toucher ses chèques de pension. En effet, en creusant dans son jardin, la police scientifique met la main sur son cadavre enveloppé dans un drap blanc... En outre, les policiers déduisent que l'une des deux femmes qui sont parties avec ce "Papa", en l'occurrence "Sissy", est Kayla Greyland, volatilisée dans la nature depuis ses 9 ans. Lorsque sa famille est contactée pour qu'elle leur transmette son ADN pour être certain qu'il s'agit bien d'elle en le comparant avec des empreintes décelées dans la maison de l'horreur, elle regagne de l'espoir tout en stressant car elle théorise que leur petite fille, devenue femme entre-temps, soit attachée à son ravisseur qu'elle doit désigner comme étant son véritable père. Par chance, l'Unité spéciale est rassurée de savoir qu'elle est vivante car elle a été arrêtée dans un supermarché où, pour échapper à son ravisseur, elle a commis exprès un vol à l'étalage. Interviewée par les journalistes à la télévision, elle indique publiquement que son existence s'est stoppée à l'âge de 9 ans, soit depuis son ravissement, et qu'elle veut revenir au côté de ses parents biologiques et de son fils, Buddy...

### Épisode 3:Préjugés ordinaires
- États-Unis : 2 octobre 2013 sur NBC
- France : 5 juin 2014 sur TF1

- États-Unis : 6,85 millions de téléspectateurs[5] (première diffusion)

- Joshua Boone : Willie Smith
- Joshua Rivera : Darryl
- Kevin Carroll : Cory Carter
- Moise Morancy : Mehcad Carter
- Sonja Sohn : Mrs. Carter
- Cindy Katz : Chloe Lesedi
- Allison Mackie : Bethenny Dunstan
- Alice Barrett Mitchell : Aubrey Trisler
- Pablo Schreiber : William Lewis
- Cybill Shepherd : Jolene Castille
- Jeffrey Tambor : Ben Cohen
- Albert M. Chan : Llyod Chang
- Bill Irwin ; Docteur Peter Lindstrom
- Tamara Tunie : Docteur Melinda Warner
- Leslie Odom Jr. : Révérend Curtis Scott
- Francis Jue : Juge Steven Ong

À la suite de plusieurs viols commis selon toute vraisemblance par le même homme, l'unité spéciale et la police décident de diffuser un portrait-robot, d’arrêter et de fouiller dans la rue tous les individus correspondant à son signalement. Selon deux de ses victimes, toutes blanches et quadragénaires, il s'agit d'un jeune Afro-Américain encapuchonné qui les a suivies dans la rue avant de les menacer avec une arme à feu pour ensuite les agresser sexuellement et les tabasser. Brutalisées et traumatisées, elles se rappellent toutes d'une odeur d'huile de friture se trouvant sur le corps de leur agresseur. Lors d'une fouille nocturne dans la zone où le violeur en série traque et attaque ses proies, à peine remise de son viol perpétré par Lewis qui l'a rendue encore plus vulnérable et physiquement violente avec les criminels, Benson et ses hommes ont beau vérifier tous les jeunes hommes noirs traînant dans la rue mais ils ne correspondent pas à son profil. Pourtant, cette nuit-là, les inspecteurs sont alertés par un coup de feu. Une célèbre restauratrice étoilée, Jolene Castille, a abattu un Afro-Américain, Mehcad Carter, devant chez elle. Tétanisée par son geste, elle affirme à Benson et Amaro qu'il s'agit de légitime défense car il l'a suivie jusque chez elle avant de sauter sur elle pour la violer. Soit le modus operandi du rôdeur. Alors que l'adolescent de 16 ans est hospitalisé, même s'ils expliquent que leur fils sortait régulièrement la nuit pour jouer au basketball d'où sa présence près des nombreuses agressions, ses parents et le révérend Curtis Scott certifient à Fin et Rollins qu'il ne peut pas être le violeur en série car il est un étudiant bien sous tous rapports et irréprochable. De son côté, toujours à l'hôpital où la poudre de son revolver est prélevée sur sa main, Castille réitère à Benson et Amaro qu'elle s'est défendue contre Carter car il avait une capuche et les mains dans les poches. Prise de panique, elle lui aurait demandé de la laisser tranquille avant de riposter au moment où il a essayé d'abuser d'elle. En inspectant la vie de Carter, l'unité spéciale se rend compte que l'ado n'a rien à se reprocher. Aucun casier judiciaire ni passé de délinquant. Gravement blessé, Carter succombe à ses blessures tandis que le véritable violeur, un Afro-Américain majeur répondant au nom de Willie Smith, est finalement arrêté en pleine rue devant le domicile d'une femme mûre qu'il pourchassait. Trahi par son arme à feu, il est finalement inculpé.

### Épisode 4:Opération d'infiltration
- États-Unis : 9 octobre 2013 sur NBC
- France : 2 juin 2014 sur TF1

- États-Unis : 6,31 millions de téléspectateurs[6] (première diffusion)

- Danielle Dallacco : Gretchen Lyons
- Trace Lysette : Lila
- Osh Ghanimah : Cabbie
- Megan West : Tanya Jenkins
- Bill Irwin ; Docteur Peter Lindstrom
- David Conrad : Officier West
- Nadia Dajani : Officier Ryan Quinn
- Marc Menchaca : Officier Michael Groves
- Dean Winters : Détective Brian Cassidy
- Lance Roberts : Lieutenant Terrence Wood
- Robert John Burke : Lieutenant Ed Tucker

Alors que Benson emménage avec son compagnon Brian Cassidy dans son appartement, ce dernier lui fait part d'un de ses collègues du tribunal de Bronx, dans lequel il travaille depuis son renvoi des Affaires Internes, qui lui a remis une clé d'un coffre à garder précieusement et qu'il devait la transmettre à un journal au cas où il lui arriverait malheur. Surtout, Groves a ensuite été arrêté et tasé sous ses yeux puis interné de force dans un asile psychiatrique. Pourtant, étonnamment, Benson le convainc de lâcher prise et de s'occuper de lui-même plutôt que d'autrui. Le lendemain, le lieutenant Tucker des Affaires Internes rend visite à l'unité spéciale et leur dévoile ses soupçons sur des policiers du 12ème arrondissement qui perdraient volontairement des plaintes d'agressions sexuelles dont celle d'une jeune femme, Tanya Jenkins, pour faire baisser les statistiques. Quant à son indic, Groves, d'autres flics du même secteur l'ont considéré comme un danger pour lui-même et sa hiérarchie a donc pris l'initiative de le médicamenter contre son gré avant de l'envoyer en psychiatrie. En d'autres mots, il était au courant de leurs magouilles pour étouffer des affaires de viol. D'abord réticente à rendre service à Tucker qui s'acharne sur l'unité spéciale, Benson accepte d'enquêter sur cette corruption avec ses collègues et précisément sur Tanya Jenkins dont une plainte contre elle a été déposée par un chauffeur de taxi. Or, ce dernier dévoile à Fin et Rollins qu'il l'a annulée et que deux policiers se sont interposés entre elle et lui quand il l'a virée de son taxi car elle n'avait pas d'argent. Agressive et incontrôlable en raison de l'alcool consommé, elle l'aurait frappé puis deux officiers de police l'ont ramenée chez elle avec voiture. De son côté, questionnée par Benson et Amaro, Jenkins leur certifie qu'elle était ivre et qu'elle a des problèmes de boisson au point de se rendre à des réunions d'alcooliques anonymes. Mais elle refuse de parler du moment où les policiers l'ont raccompagnée chez elle. Persuadés qu'elle a subi un viol, Benson et Amaro rencontrent le lieutenant Wood du 12ème ainsi que les flics qui l'ont ramenée à la maison cette nuit-là, West et Quinn. Ils leur assurent qu'ils ont pour mission de protéger les femmes alcoolisées en les raccompagnant à leur domicile et que le chauffeur de taxi avait son adresse et qu'il a très bien pu la retrouver pour l'agresser sexuellement. Cependant, son itinéraire démontre qu'il n'est pas allé chez elle et des caméras de surveillance prouvent que West et Quinn ont fait plusieurs allers-retours chez Jenkins avec leur voiture de police. D'autant plus que West est resté de longues minutes avec elle tandis que sa partenaire restait en bas de l'immeuble pour faire le guet. En outre, elle aurait appelé plusieurs fois son commissariat pour faire croire qu'il y avait du tapage nocturne dans l'immeuble de Jenkins, soit des prétextes pour y retourner toute la nuit. Des vidéos accablantes garantissant que ce duo de flics inséparables, qui font semblant de veiller sur des femmes sous l'emprise de l'alcool  à la sortie de discothèques donc à moitié inconscientes lors des agressions sexuelles, ont profité de l'alcoolémie de Jenkins pour la violer. Quelque temps plus tard, les enquêteurs comprendront qu'elle est venue porter plainte contre eux auprès du lieutenant Wood avant d'abandonner car elle a été menacée par West en personne.

### Épisode 5:Le Sort s'acharne
- États-Unis : 16 octobre 2013 sur NBC
- France : 29 septembre 2014 sur TF1

- États-Unis : 7,48 millions de téléspectateurs[7] (première diffusion)

- Amelia Rose Blaire : Nicole Price
- Matt DeCapua : Matthew Forte
- Aisha de Haas : Yvette Wedmore
- Clark Johnson : Meldrick Lewis
- Ellen McElduff : Billie Lou Hatfield
- Carol Kane : Gwen Munch
- David Steinberg : David Munch
- Sofia Vassilieva : Sarah Walsh
- Finn Wittrock : Cameron Tyler
- Dean Winters : Détective Brian Cassidy
- Jacqueline Hendy : L'Avocate de la défense Crane
- Michael Mastro : Juge Serani

En plein milieu du pot de départ de Munch, où il a invité tous ses collègues ainsi que son ex-femme Gwen ou son frère David, Benson reçoit un texto de Sarah, une jeune pianiste qui avait été abusée sexuellement chez elle deux ans plus tôt. Dès lors, alertée par son message, elle s'absente avec Amaro pour lui rendre visite dans son appartement. Tétanisée et en larmes, Sarah leur fait part de son angoisse. Elle pense avoir de nouveau été violée car elle s'est réveillée nue et l'un de ses lobes a été arraché. Surtout, elle ne se souvient plus de qu'elle a fait la nuit dernière sauf de s'être rendue dans un bar avec un couple d'amis, Matthew et sa future femme Nicole. Traumatisée, toujours pas remise de son premier viol survenu quelque temps auparavant, Sarah craint que l'homme qui l'a violée dans le passé, Michael Wedmore, s'est de nouveau attaquée à elle. En effet, acquitté lors de son premier procès, ce dernier vit toujours à New York et il travaille désormais avec sa mère dans son hôpital. Pourtant, alors que Benson est persuadée comme elle qu'il a récidivé, il est rapidement mis hors de cause par son emploi du temps. En raison de son travail, il n'a pas pu s'absenter pour l'agresser sexuellement une nouvelle fois car l'établissement médical et sa mère peuvent prouver qu'il n'est pas parti lors de sa pause. Paranoïaque et souffrant de revictimisation, certaine qu'il l'a suit partout, Sarah refuse de croire qu'il est innocent et s'acharne à penser qu'il est repassé à l'acte. Malgré les efforts de Benson et d'Amaro pour lui expliquer qu'un autre prédateur sexuel l'a prise pour cible car il a senti sa vulnérabilité, d'autant plus que celui-ci l'a cette fois-ci droguée avec du GHB avant de profiter d'elle sans son consentement, elle les vire de chez eux car elle est persuadée qu'ils ne la prennent pas au sérieux. Quant à sa copine Nicole, elle affirme à Fin et Rollins qu'elle était bien avec elle avec son conjoint dans un bar avant de la quitter en lui offrant une montre, inspirée d'Alice au pays des merveilles, pour se rendre à une fête clandestine se déroulant dans un château d'eau désaffecté sur le toit d'un immeuble. En s'y rendant, le duo d'inspecteurs interroge les participants. En vain car ils changent à chaque soirée donc personne n'a rien vu.. Mais en inspectant des photos prises par une voisine habitant en face de l'immeuble, l'unité spéciale reconnaisse l'un d'entre eux, un certain Cameron Tyler, qui porte Sarah dans ses bras car elle est inconsciente. Or, interrogé par Fin auparavant lors d'une descente de police lors de la dernière party, proche également de Matthew et de Nicole qui n'est d'autre que sa femme de ménage, il niait s'être rendu à la fête où s'était rendue Sarah qu'il n'avait jamais vue...

### Épisode 6:Péché mal caché
- États-Unis : 23 octobre 2013 sur NBC
- France : 6 octobre 2014 sur TF1

- États-Unis : 5,53 millions de téléspectateurs[9] (première diffusion)

- Kirk Acevedo : Eduardo "Eddie" Garcia
- Annaleigh Ashford : Lindsay Anderson
- Lester Holt : lui-même
- Jason Cerbone : Terrence Quinn
- Vincent Laresca : Sénateur Alejandro "Alex" Muñoz
- Karen Olivo : Yelina Muñoz
- Josh Pais : Hank Abraham
- Julie E. Davis : Mrs. Slater
- James Riordan : Brett Landau
- Clark Johnson : Meldrick Lewis
- Leslie Odom Jr. : Révérend Curtis Scott

Sénateur de New York, marié et père de trois petites filles, Alejandro "Alex" Muñoz est le candidat favori à l'élection du maire de la ville. Représentant des classes ouvrières et défavorisées, soutenu par le révérend Curtis Scott, il se présente comme celui, le seul, à pouvoir leur garantir un avenir meilleur et radieux que ce soit économiquement ou politiquement. Malheureusement, quelques jours avant le jour J, son chauffeur et garde du corps Eddie est accusé de tentative de viol par une jeune femme, Lindsay, alors que Muñoz enchaine les derniers meetings publics. Hospitalisée, elle raconte à Benson et Amaro qu'ils ont eu une liaison et qu'il a tenté de la violer tandis que, au commissariat, Eddie assure à Fin et Rollins qu'il voulait lui offrir de l'argent pour lui permettre d'avorter car elle était enceinte de lui. Pendant ce temps, inquiet que cette accusation entache sa campagne, Muñoz sollicite l'aide de son ami d'enfance, le substitut du procureur Barba, pour qu'il règle cette affaire discrètement pour savoir si leur copain en parallèle, Eddie qui a grandi avec eux dans les bas-fonds de New York, est bien coupable des faits qui lui sont reprochés. Par amitié, Barba accepte sa requête et exige aux enquêteurs de reparler à Lindsay pour clarifier sa version. Or, celle-ci renonce désormais à porter plainte contre lui et annonce à Amaro qu'elle n'attend pas d'enfant. Quant à sa rencontre avec Eddie, elle l'aurait rencontré avec sa femme dans un magasin de luxe où elle travaille avant de le revoir seul pour coucher avec lui. D'après Barba, ce dernier est innocent car il est divorcé de sa femme depuis de longues années et, en tant que catholique, il est contre l'avortement. En d'autres mots, l'argent qu'il était censé lui donner aurait dû servir à autre chose... De plus, quelque temps après, Lindsay vide son appartement et disparaît de la ville. Sur sa page Facebook, Amaro découvre qu'elle est dans un avion pour Tel Aviv où elle doit devenir conseillère politique pour Muñoz, ce que confirme son directeur de la communication Hank Abraham... En enquêtant sur elle, en parcourant son casier judiciaire, l'unité spéciale se rend compte qu'elle est une croqueuse d'hommes riches, tel que des présentateurs télés ou des directeurs de fondations, qui couche avec eux avant de les harceler pour leur exhorter de l'argent pour acheter leur silence. Dès lors, convaincus qu'Eddie est bien innocent, les enquêteurs sont persuadés qu'elle s'est attaquée au sénateur avec qui elle a eu une liaison avant de lui faire du chantage. Paniqué, il aurait envoyé Eddie chez elle pour lui donner de l'argent mais elle aurait refusé. Après un meeting, interrogé par Fin et Amaro, Muñoz nie connaître Lindsay et leur assure que son chauffeur est seulement lié à ce scandale qu'il veut éviter à tout prix. Quant à Barba, certain qu'il n'est pas corrompu, il s'oppose à Amaro qui tente de lui faire comprendre que son ancien ami tente de le manipuler pour qu'il étouffe cette affaire sexuelle explosive...Lorsque la femme du sénateur, Yelina, lui rend visite pour lui promettre que son mari peut sauver les gens du peuple en devenant maire, Barba s'aperçoit qu'elle a peur qu'il ne perde son élection si l'unité spéciale approfondit leurs recherches sur son époux. Blessée de voir que Barba ne les lâche pas, Yelina lui sous-entend qu'il cherche à le discréditer car elle et lui ont eu une aventure ensemble dans le passé...

### Épisode 7:Petite dissonance
- États-Unis : 6 novembre 2013 sur NBC
- France : 13 octobre 2014 sur TF1

- États-Unis : 5,65 millions de téléspectateurs[10] (première diffusion)

- Clay Aiken : lui-même
- Ashanti (chanteuse) : elle-même
- Hana Hayes : Brooke Allen
- Kelly Deadmon : Mrs Allen
- Jake Katzman : Jonah Allen
- Jennifer Roszell : Allison Burns
- Kara Hayward : Rachel Burns
- Alex Bento : Cooper Burns
- Taylor Hicks : lui-même
- David Pittu : Linus Tate
- Ben Livingston : Dan Kenner
- Jessica Philips : Pippa Cox
- Billy Porter : Jackie Walker
- Kevin Colins : Steven Allen
- Carly Rose Sonenclar : Grace Belsey
- Alison Fernandez : Zara Amaro
- Bill Irwin ; Docteur Peter Lindstrom
- Sonia Manzano : Juge Gloria Pepitone

Manager musical pour l'émission de télé-crochet à succès American Diva, pour laquelle il coache la chanteuse talentueuse Grace Belsey qui séduit immédiatement le jury et le public, Jackie Walker est accusé par un enfant, Jonah Allen, d'attouchements sexuels. Inquiet par les accusations de son fils, sa mère contacte l'unité spéciale pour qu'elle l'interroge et, à travers des dessins, ce dernier explique à Benson que son professeur de chant, Walker donc, l'a suivi dans les toilettes de l'école privée où il l'a chatouillé avec un "œuf magique" de couleur violet au niveau du pénis. Spécialisée dans les affaires liées à l'enfance, le substitut du procureur Pippa Cox suggère aux enquêteurs de prendre son témoignage avec des pincettes car ses parents sont en plein divorce. En d'autres mots, en manque d'attention, il chercherait à attirer la leur en affabulant. Alors que leur enfant est temporairement confié à l'assistance sociale, ils se déchirent sous les yeux des inspecteurs et son père accuse son ex-femme de mentir à son propos en racontant qu'il touche également son fils afin d'avoir sa garde. De plus, il confie à Fin qu'elle cherche à le dénigrer à tout prix à quitte à inventer de graves mensonges à son propos car, comme elle le confirme tout en notant le changement de comportement de leur cadet, elle lui en veut car il voulait inscrire leur fils dans une école publique, ce qu'il a échoué... Quant à la grande sœur de Jonah, Brooke, elle confesse à Rollins qu'il lui a fait part des "chatouilles" de Walker mais, persuadée que son imagination fertile lui fait des tours, elle a décidé de ne rien dire à leurs parents. De son côté, toujours avec Benson, Jonah affirme qu'il a demandé à Walker d'arrêter de le toucher, en vain. Surtout, il lui détaille les toilettes de l'établissement scolaire et lui révèle qu'il a rangé son sex-toy parmi les instruments de musique dans leur salle de classe. Malgré sa crédibilité, Walker est un homme irréprochable et adoré par les enfants et leurs familles. Aucun casier judiciaire, aucune plainte pour agression sexuelle dans le passé puis le corps du petit garçon n'a pas été pénétré. Fan de l'émission, Rollins rappelle à ses collègues et à Cox qu'il est homosexuel. Convaincue que Jonah ne ment pas, le substitut l'ignore et pousse l'unité spéciale à continuer à enquêter sur Walker. Muni d'un mandat, Rollins et Fin remarquent que les toilettes de l'école privée correspondent exactement à la description de Jonah puis, devant Walker, ils mettent la main sur le vibromasseur violet rangé dans une boîte avec d'autres instruments dans sa classe. Immédiatement, choqué de voir le jouet sexuel, Walker certifie qu'il n'est pas à lui. Accusé de pédophilie, il est aussitôt arrêté et emmené au poste de police sous les yeux tétanisés du proviseur et des parents de ses élèves...

### Épisode 8:Sortie du rang
- États-Unis : 13 novembre 2013 sur NBC
- France : 20 octobre 2014 sur TF1

- États-Unis : 6,16 millions de téléspectateurs[11] (première diffusion)

- Shiri Appleby : officier Amelia Albers
- Phillip James Brannon : officier Zeke Lipitt
- Scott Dean Eisenberg : officier Matthew Wooten
- Danielle Ferland : Tori
- John Getz : amiral Vincent Albers
- Will Janowitz : officier Scott Graver
- Kate Levy : Cynthia Alberts
- Hector Lincoln : Jesus
- Terry Serpico : lieutenant-commandant William Taverts
- Aldo Uribe : Ozzie

Jeune enseigne des Garde-côtes, Amelia Albers est arrêtée pour conduite en état d'ivresse à la suite d'une soirée arrosée dans un bar. Pourtant, après l'avoir placée dans une cellule de dégrisement, des policiers informent l'Unité spéciale pour qu'elle vienne la consulter. En effet, elle a les vêtements déchirés et des ecchymoses sur tout son corps. Ivre, elle leur sous-entend qu'elle a été violée puis, hospitalisée le lendemain, elle demande aux enquêteurs Benson et Amaro de ne pas enquêter sur son agression par peur de ternir sa réputation de femme officier. En raison de l'alcool consommé, elle se souvient qu'elle a passé la veille avec des partenaires de sa caserne et, délaissée par eux avant le couvre-feu, elle a continué à danser toute la nuit avec les cuistots mexicains du pub, soit probablement ses agresseurs car il s'agit d'un viol collectif qu'elle a subi. Interrogés, ces derniers guident les inspecteurs vers ses camarades qui l'ont raccompagnée et qui étaient très tactiles avec elle lorsqu'elle était alcoolisée. Cependant, en se rendant à la base de la Marine pour questionner ceux qui l'ont entourée avant d'être agressée sexuellement, l'Unité spéciale est stupéfaite d'entendre ses trois confrères, Lipitt, Wooten et Graver, se désolidariser d'elle en la dénigrant, soit en la décrivant comme une allumeuse qui a l'alcool facile ou agressive quand un homme tente de la draguer. Quant à son commandant, William Taverts, il l'enfonce encore plus en proclamant à Cragen et Benson qu'Amelia est inapte de ses fonctions car elle ne respecte pas le règlement, c'est-à-dire  le couvre-feu à honorer de près ou bien la consommation d'alcool à limiter. Dès lors, les enquêteurs se rendent compte que les Garde-côtes n'apprécient pas vraiment le sexe féminin par eux et, pendant ce temps, Albers renonce à porter plainte contre ses agresseurs. Après avoir désigné deux inconnus mexicains parmi plusieurs photos, qui ne sont pas ceux qui ont flirté avec elle, elle craque sous la pression de Benson et Rollins qui lui exposent les incohérences de sa version. En larmes, elle leur explique que ses trois frères d'armes ont abusé d'elle sous un pont près du bar et qu'ils l'ont maltraitée physiquement en même temps. Néanmoins, en retournant sur le site sur lequel elle travaille, l'Unité spéciale est hallucinée d'apprendre que Taverts a envoyé le trio de suspects en Somalie pour une mission. Déterminé à déceler leur ADN pour les comparer à ceux retrouvés dans Albers, Barba réussit à obtenir un mandat du Grand Jury pour les faire revenir d'urgence sur le sol américain. Au moment du prélèvement, deux d'entre eux, Lipitt et Wootern, dévoilent aux enquêteurs qu'ils ont bien couché avec elle et que leur rapport sexuel était bien consentant. De son côté, stressé et tremblant, Graver clame à Rollins qu'il était bien présent à leurs côtés mais qu'il n'a pas pénétré Albers. Au contraire, il lui a seulement tenu les bras lors de leur plan à trois. Anéantie par leur interprétation de son viol, Albers se résout à revenir sur sa plainte pour obtenir un procès pour qu'ils soient jugés. Soudainement, avant l'audience, lors de son entretien d'essai avec Barba et Benson qui lui rappellent que leurs avocats vont la rabaisser en raison de sa confusion et l'excès d'alcool qu'elle a bu, Albers est aussitôt arrêtée pour fraternisation, trouble à l'ordre et, étonnamment, adultères par des gardes militaires.

### Épisode 9:Corde sensible
- États-Unis : 20 novembre 2013 sur NBC
- France : 20 octobre 2014 sur TF1

- États-Unis : 5,97 millions de téléspectateurs[12] (première diffusion)

- Geoffrey Cantor : Gene Fierstein
- Mimi Ferraro : Brunette
- Mel Harris : Eileen Switzer
- Jennifer Restivo : Melissa Blume
- Thomas Sadoski : Nate Davis
- Amy Seimetz : Lena Olson
- Nia Vardalos : Minonna Efron
- Tony White (acteur) : Luther Henderson
- Tamara Tunie : Docteur Melinda Warner
- Dean Winters : Détective Brian Cassidy
- Jenna Stern : Juge Elana Barth

Olivia Benson et Brian Cassidy invitent Nick Amaro, Fin Tutuola, le capitaine Don Cragen et la compagne de ce dernier, Eileen Switzer, à dîner pour leur annoncer deux bonnes nouvelles: la première a été promue sergent, le second redevient inspecteur et va travailler pour les Affaires Internes. Après une réunion aux alcooliques anonymes, Amanda Rollins et son parrain, Nate Davis, dînent avec Melissa Blume et Gene Fierstein. Alors que le premier couple allait coucher ensemble, la seconde les interrompt et leur apprend avoir été violée. Toute l'unité spéciale mène l'enquête, mais semble de plus en plus inquiète au sujet de leur collègue qui a accumulé beaucoup de stress depuis son histoire avec sa petite sœur, Kim. Plus tard, la victime de viol devient ensuite suspecte, car un soir, l'homme qu'elle accuse de l'avoir agressée sexuellement meurt d'une chute de 5 étages après avoir été poussé d'un toit. Et il s'avère que Melissa lui a fait une gâterie avant de le pousser, car elle estime que son bourreau lui faisait mal. Amanda, prise de compassion pour la jeune femme, est moins objective et prend sa défense, mais ne se rend pas compte que celle-ci la manipule.

### Épisode 10:Mauvais souvenirs
- États-Unis : 8 janvier 2014 sur NBC
- France : 17 novembre 2014 sur TF1

- États-Unis : 8,81 millions de téléspectateurs[13] (première diffusion)

- Jolly Abraham : Dr. Patel
- Sarah Bisman : Bronwyn Freed
- Barbara Jimenez : Viva Nuñez
- Jenna Rampage Rodriguez : Luisa Nuñez
- Pablo Schreiber : William Lewis
- Sarah Street : Dr. Janice Cole

Toujours traumatisée par l'agression et les sévices que lui a fait endurer le violeur en série William Lewis lors de sa prise d'otage, l'inspecteur Benson doit à présent les revivre pour le procès pour lequel il sera jugé pour tentative de meurtre et de viol, enlèvement et agression sur un officier de police. Déterminé à le condamner lourdement pour ses crimes une fois pour toutes, le substitut du procureur souhaite que son jugement regroupe à la fois l'assaut sur Benson, le viol de Liz Mayer et la mort de son mari qu'il a tué ainsi que celle du policier qu'il a abattu de sang-froid lors de sa fuite avec Benson. Malheureusement, comme ces faits se sont déroulés dans d'autres juridictions, le juge Kofax prend la décision de séparer les affaires pour que la Cour de New York ne s'occupe uniquement des accusations portées de Benson envers son bourreau. Étonnamment, son avocate Martha Marron indique à Barba que son client désire plaider coupable pour viol au premier degré et sodomie sur Benson pour lui éviter de refaire face à son traumatisme devant le jury. Or, révoltée par cette offre, la détective garantit à Barba qu'il ne l'a jamais violée car il n'a pas eu le cran de le faire. et, selon elle, il veut simplement l'humilier encore plus en racontant des choses qu'il invente pour la traîner davantage dans la boue d'autant plus que, comme sa défense, il théorise que l'Unité spéciale mène une vendetta personnelle contre lui car la justice l'a toujours blanchi pour ces abondants homicides souvent d'ordre sexuel. Même si Barba lui assure qu'elle n'aura pas besoin de témoigner au cas où il accepte ce marché, qui conduit aussitôt à une peine de 25 ans à perpétuité et probablement sa mort derrière les barreaux, Benson le rejette et désire faire face à son assaillant à la barre. Dès lors, à la suite du refus de Barba et de Benson, Lewis propose soudainement à Kofax de devenir son propre avocat pour piloter les audiences, ce qu'il autorise car il a tout à fait le droit de se représenter tandis que Marron reste à ses côtés en cas de conseil. Conséquemment, Barba s'aperçoit qu'il est prêt à tout pour continuer à s'acharner sur Benson pour lui faire peur et l'harceler continuellement tout en se faisant passer pour une victime. Dès le premier jour de la procédure judiciaire, deux mois après avoir matraqué à mort Lewis, Benson constate les dégâts de sa riposte sur le corps de son agresseur. En effet, son visage est balafré et il a de lourdes séquelles en raison de la violence de sa contre-attaque. Il est désormais sourd d'une oreille, à moitié aveugle et il boite difficilement. Particulièrement retors et provocant, Lewis réussit à discréditer ses collègues de travail en insinuant qu'ils ont fabriqué de fausses preuves à son égard pour le jeter en prison définitivement parce que ses précédents procès ont constamment abouti sur des non-lieux. Lorsqu'il interroge Amaro, afin de sous-entendre que Benson voulait coucher avec lui pour s’expérimenter auprès d'un homme qu'elle considère comme dangereux et pervers, Lewis lui rappelle que sa coéquipière l'a séduit lors d'un interrogatoire pour essayer qu'il lui fasse des aveux. En d'autres mots, selon ses insinuations, elle n'est qu'une policière qui charme des coupables pour les exciter voire les faire bander dans le but de satisfaire ses envies sexuelles. Stoïque, Amaro lui rétorque qu'il s'agit d'une tactique pour piéger les criminels déviants en se connectant émotionnellement à leur perversion dans l'espoir qu'ils confient leurs fautes. En outre, concernant la disparition du jeune flic qui a croisé sa route quand il était avec Benson, Lewis ose supposer au jury qu'elle l'a elle-même tué avec son arme à feu soit une façon de les convaincre qu'elle était sa complice follement amoureuse de lui. Face à sa manière de diriger intelligemment les débats, Barba s'effondre petit à petit en l'observant en train de conquérir la cour en dressant un portrait tordu et complètement faux de Benson qui serait une nymphomane vicieuse et meurtrière. Finalement, après avoir questionné et piégé les autres membres de l'Unité spéciale dont il a pointé du doigt leur obstination à chercher à le faire inculper coûte que coûte, Lewis écoute avec attention Benson qui, sous serment, ment en exposant sa version de la fin de son enlèvement. Effectivement, elle suggère qu'elle s'est libérée de ses liens, qu'elle l'a frappé avec une barre en fer du lit où elle était attachée, qu'elle l'a menotté et, enfin, qu'il est arrivé à les enlever avant de s'en prendre physiquement à elle. En somme, elle a agi en légitime défense en le battant avec l'objet contondant jusqu'à ce qu'il s'évanouisse. Voici donc son point du vue que Lewis décide de ne pas contredire pour l'instant.

### Épisode 11:Sur la sellette
- États-Unis : 15 janvier 2014 sur NBC
- France : 8 décembre 2014 sur TF1

- États-Unis : 5,44 millions de téléspectateurs[14] (première diffusion)

- Gbenga Akinnagbe : Père Biobaku
- Aubrey Joseph : Yusef Barré
- Leslie Odom Jr. : Révérend Curtis Scott
- Vicky Jeudy : Officier Shannon McKenna
- Mary B. McCann : Déléguée Didi Denzler

Lors d'une fête chez Benson, Cragen annonce à ses collègues Fin, Amaro et Rollins, ainsi qu'à sa petite amie Eileen, qu'elle restera sergent malgré son traumatisme causé par le viol qu'elle a subi par William Lewis. Dès lors, son équipe se réjouisse de cette nouvelle. Après avoir bu quelques verres, Rollins et Amaro choisissent de rentrer chez eux à pied et, en chemin, ils assistent à une course-poursuite au cours de laquelle un officier est renversé par un chauffeur de taxi. Alors que Rollins reste auprès de lui en attendant les secours, ce dernier avertit Amaro que sa partenaire, McKenna, pourchasse un individu et, malgré l'alcool consommé, celui-ci prend la décision d'intervenir. Dans le hall d'un immeuble, il retrouve McKenna et lui montre son badge pour la rassurer puis elle lui signale que le criminel est probablement armé. Résolue à l'arrêter, elle fonce dans un couloir où il se trouve et des coups de feu éclatent entre lui et la policière qui, blessée, est accroupie au sol. Conséquemment, Amaro passe à l'action tout en se couvrant contre un mur et tire à l'aveugle plusieurs fois sur le suspect. Au moment où Rollins débarque, Amaro le fouille et se rend compte que c'est un adolescent afro-Américain de 14 ans, Yusuf Barré, et, surtout, qu'il n'a aucune arme à feu sur lui. Hospitalisé comme Barré, dont la colonne vertébrale a été gravement affectée, Amaro fait face à sa représentante, Didi Denzler, qui s'interpose entre lui et l'infirmière qui tente de lui faire un prélèvement de son sang pour mesurer son alcoolémie. Pendant ce temps, protégé par le capitaine Toni Howard qui est la responsable des deux policiers qui ont poursuivi Barré, le cas d'Amaro s'aggrave lorsque le lieutenant Tucker des Affaires Internes, accompagné de sa nouvelle recrue Brian Cassidy qui n'est d'autre que le compagnon de Benson, décide d'ouvrir une enquête afin de déterminer si Amaro a agi en légitime défense ou non, d'autant plus que ses collègues ne parviennent pas à retrouver le pistolet de Barré. Petit dealer d'amphétamines, il aurait pris peur lors d'une passe avant d'être pourchassé par les flics. Devant le domicile de ses parents, il a été touché par balles sous les yeux de ses parents. Quant à son frère, également témoin, d'abord suspecté par l'unité spéciale d'avoir pris la fuite avec le revolver, il s'avère qu'il est innocent et qu'il a fui car il est terrifié par les policiers blancs depuis qu'il a vu Amaro s'attaquer à son cadet. Effectivement, représentant sa famille, le révérend Scott proclame aux enquêteurs qu'il s'agit d'un crime racial et qu'il le prouvera aux médias pour démontrer que la brutalité policière existe bel et bien à New York... Tout compte fait, représenté par Rita Calhoun, Amaro est interrogé par Tucker tout comme sa partenaire Rollins et les Affaires Internes s'acharnent à garantir qu'il a commis une faute car il a manqué de discernement en raison de son alcool dans son sang. Stoïque, abandonné par McKenna qui refuse de coopérer avec lui pour lui apporter son aide, Amaro leur certifie que Barré était armé et qu'il a fait le bon choix...
À la fin de l'épisode, le capitaine Donald Cragen, interprété par Dann Florek, annonce à son équipe qu'il prend sa retraite pour effectuer un tour du monde avec sa compagne, Eileen. Cependant, il apparaît de nouveau dans l'épisode 21, Double vérité de la saison 16 où il accepte d'aider son ancienne équipe pour une affaire non résolue.
Sa dernière apparition sera dans l'épisode 6 de la saison 23.

### Épisode 12:Victime ou criminelle
- États-Unis : 22 janvier 2014 sur NBC
- France : 15 décembre 2014 sur TF1

- États-Unis : 6,68 millions de téléspectateurs[15] (première diffusion)

- Andrea Bianchi : substitut du procureur Gina Masconi
- Dayton Callie : juge Daniel Dolan
- Alli Caudle : Erin Fogarty
- Scott Decker : détective Moore
- Alana de la Garza : procureur fédéral Connie Rubirosa
- Adam Heller : Arnie
- Chazz Palminteri : Perry Cannavaro
- McKean Rand : Jeff
- Bill Sage : procureur du comté Bobby Masconi
- Stefanie Scott : Clare Wilson
- Shwayze : Elton Teague
- Geoffrey Wigdor : Tommy
- Monica Wyche : Gert Marmer

En pleine nuit, deux jeunes hommes, Jeff et Tommy, aperçoivent une adolescente mineure de 16 ans, Erin, évanouie dans la rue et l'un d'entre eux tente de la violer avant qu'un éboueur s'interpose entre elle et lui. Ils sont finalement tous arrêtés lorsqu'un officier de police, Kenneth Parker, arrive pour tous les séparer. Désormais sergente à la suite du départ de Cragen, Benson rend visite à la victime avec Rollins mais, malheureusement, elle refuse de coopérer avec elles pour leur raconter ce qui s'est passé. Pendant ce temps, administré au travail de bureau à la suite de la fusillade où il a tué un Noir,  finalement acquitté pour sa mort, Amaro interroge les trois hommes avec Fin et ces derniers se contredisent car le duo d'amis accusent le bon samaritain d'avoir essayé de l'agresser. Tout compte fait, le kit de viol révèle que celui-ci est innocent et qu'ils sont donc trahis par la salive de Tommy retrouvée sur les seins d'Erin. Cependant, son acolyte Tommy le balance mais précise qu'il ne l'a pas violée. Or, du sperme a été détecté dans son vagin et ce n'est pas celui de son copain. En d'autres mots, elle a été agressée sexuellement par quelqu'un d'autre qui, après l'avoir attaquée, l'a jetée sur le trottoir avec les vêtements déchirés et des bleus sur son corps. Alors que Benson et Rollins veulent la réinterroger pour la pousser à parler, elles apprennent qu'elle a fui de l'hôpital et, grâce à son permis de conduire, la pistent pour se rendre compte qu'elle a utilisé les papiers d'une amie qui s'appelle Erin pour travailler en tant que serveuse dans une boîte de strip-tease louche. Après avoir nié la connaître, son directeur, Perry Cannavaro, assure aux enquêteurs qu'il protège toutes ses employées, qu'elles soient derrière le bar ou strip-teaseuses, et les envoie vers un barman pour obtenir l'adresse de l'usurpatrice, Clare Wilson, qui, selon lui, n'a pas pu être violée. Malheureusement, au moment où Rollins et Fin toquent à sa porte, elle fait une overdose de somnifères. Après un lavage d'estomac, elle confie à Benson et Rollins qu'un invité VIP a bien abusé d'elle sexuellement tout en leur prétextant qu'il n'était pas attiré par les effeuilleuses. Pourtant, elle semble être effrayée de révéler son nom parce qu'il célèbre et intouchable à ses yeux. En outre, elle leur explique que sa mère l'a mise à la porte pour une histoire de famille et qu'elle a trouvé refuge dans le club de Cannavaro où elle a obtenu un job de serveuse. Par peur de perdre son emploi, elle refuse donc de dénoncer son violeur. Touchées par son cas, Benson et Rollins lui trouvent une place dans un foyer pour adolescentes mais, soudainement, des policiers du New Jersey viennent l'arrêter pour fraude bancaire et vol qualifié. Une arrestation légitime autorisée par un procureur d'Hudson, Bobby Masconi. Dès lors, Clare est à la fois victime d'un viol dont le coupable court toujours et criminelle d'un fait très grave survenu dans une boîte de nuit du New Jersey, détenue par Cannavaro.
Dans cet épisode, l'Alana de la Garza reprend son rôle du procureur fédéral Connie Rubirosa qu'elle interprétait déjà dans la série mère New York, police judiciaire et celle dérivée, Los Angeles, police judiciaire. Elle seconde l'unité spéciale pour démanteler un réseau de trafic sexuel dans une boîte de nuit où le propriétaire offre ses employées mineures à des hommes puissants de la justice.

### Épisode 13:Amour vs Loyauté
- États-Unis : 29 janvier 2014 sur NBC
- France : 5 janvier 2015 sur TF1

- États-Unis : 7,59 millions de téléspectateurs[16] (première diffusion)

- Juan Castano : Manny Montero
- Olivia Ford : Marisol Pavel
- Alex Hernandez : Carlos "O.G." Hernandez
- Tim Hardiman : inspecteur Hardiman
- Cadden Jones : Lydia Capshaw
- Fernando Mateo, Jr. : Miguel "Sandman" Castillo
- Johnny Rivera : Rigo Heredio
- Joshua Rivera : Wilfredo Diaz
- Fiona Robert : Avery Capshaw
- Lucas Saiter : Leo
- Dashiell Eaves : Sergent Kevin Donlan
- Armand Schultz : John Capshaw
- Brett Smith : officier ESU Donley
- Teresa Yenque : Rosa Montero
- Lisa Zhang : Katelynn

En pleine cérémonie où l'inspecteur Benson est promue au grade de sergent, Fin et Rollins doivent s'absenter pour enquêter sur la disparition d'une adolescente de 16 ans, Avery Capshaw, survenue après qu'elle a organisé une fête chez elle en l'absence de ses parents. Revenus d'un mariage, issus d'une classe aisée, ces derniers pensent qu'elle a été agressée, d'où la présence de sang sur leur lit, puis enlevée. Ils précisent qu'elle sortait avec un jeune homme d'un quartier défavorisé, Manny, qui étudie avec elle dans une école pour surdoués. Rapidement, les amis d'Avery leur révèlent que son petit ami faisait régulièrement l'école buissonnière et qu'ils se sont séparés depuis peu de temps. De son côté, Amaro, en fouillant dans les affaires de Manny qui habite chez sa grand-mère, trouve une casquette et un collier appartenant au gang BX9. L'unité spéciale imagine immédiatement qu'il en fait partie et qu'il a enlevé la fille qu'il aime. Grâce à un membre du BX9 qui accepte de les renseigner, le sergent Benson et son équipe parviennent à localiser Manny. Interrogé au commissariat, il reconnaît qu'il a bien passé la soirée avec Avery, sans rien dire de plus. Pourtant, la police est alertée lorsqu'elle s'apprête à se jeter d'un toit, convaincue que Manny est mort. Rollins tente de l'en dissuader en lui affirmant qu'il est toujours vivant mais Avery saute tout de même, heureusement dans une gigantesque bouée installée par les policiers pour amortir sa chute. Hospitalisée, traumatisée, Avery narre à Benson et Rollins qu'elle était bien avec son ancien petit ami la veille, qu'elle continuait à le voir en secret malgré l'interdiction de ses parents, pour faire les devoirs ensemble avant que trois autres hommes armés ne débarquent chez elle. Excités, ils l'ont violée sous les yeux de Manny qui, impuissant, n'a rien pu faire pour la sauver car il était menacé par une arme à feu. En larmes, tétanisée, Avery leur confie également qu'elle a eu plusieurs orgasmes et qu'elle s'en veut terriblement. Or, pour la déculpabiliser, Benson et Rollins lui font comprendre qu'ils étaient involontaires puisqu'il s'agit d'une réaction physique qu'elle ne peut pas contrôler. À propos de sa tentative de suicide, elle leur garantit qu'elle pensait vraiment que Manny était mort car ses bourreaux lui ont juré qu'ils l'avaient tué. Grâce aux empreintes retrouvées dans sa maison, le trio d'agresseurs est interpellé : le chef des BX9, Carlos Hernandez, et deux de ses acolytes. Aussitôt arrêtés, ils avancent aux inspecteurs qu'elle était pleinement consentante et que Manny les a invités chez elle pour une tournante.

### Épisode 14:À la recherche de l'orphelin
- États-Unis : 5 février 2014 sur NBC
- France : 12 janvier 2015 sur TF1

- États-Unis : 6,24 millions de téléspectateurs[17] (première diffusion)

- Rosanna Arquette : Alexa Pearson
- Mark Boone Junior : Roger Pearson
- John Benjamin Hickey : Tom Moore
- Jodie Markell (en) : Lisa Moore
- Andre de Shields : Keys
- Mimi Quillin : Abby Stans
- Nayab Hussain : Jhumpa
- John Philip Sousa : Lenny
- Giselle Eisenberg : Madison
- Pablo Schreiber : William Lewis
- Jessica Philips : Pippa Cox
- Constance Shulman : la gérante de la garderie
- Josh Pais : Hank Abraham
- Bill Irwin ; Docteur Peter Lindstrom
- Mark Doherty : Lieutenant Frank Ryan
- Jayne Houdyshell : Juge Ruth Linden

De retour d'un voyage d'affaires en Finlande, docteur aux Nations Unies, Tom Moore rentre chez lui à New York et remarque immédiatement que son petit garçon, Nicky, n'est pas dans son lit et qu'il est porté disparu. Quant à sa femme, Lisa, elle dormait au moment de sa disparition. Appelée sur place, l'unité spéciale est aussitôt alertée par le père de Nicky qu'il s'agit d'un enfant adopté, un orphelin issu de Géorgie, et qu'il a des troubles comportementaux ou bien affectifs qui le rendent agressifs et ingérable au point de ne pas être scolarisé dans une école. Surtout, il est diabétique et un manque d'insuline peut lui être fatal dans les prochaines heures s'il ne reçoit pas sa dose nécessaire pour contrôler sa glycémie grimpante. En écoutant la mère, Benson pense qu'il a fugué en raison d'une fenêtre ouverte dans sa chambre et de son comportement instable. Leur dernier moment passé ensemble était un séjour dans le Connecticut avant de revenir à New York mais un type chargé du stationnement des voitures dans le quartier raconte aux enquêteurs qu'elle est bien partie avec Nicky... sans revenir avec lui quelques jours plus tard. Trahie par une photographie d'un péage sur un pont près du Connecticut, Lisa craque et s'effondre en larmes tout en dévoilant à Amaro ainsi qu'à Benson qu'elle était à bout et qu'elle s'est débarrassée de lui. Inquiète à l'idée qu'elle l'ait tué parce qu'elle est dépressive, le duo de policiers décident d'organiser une confrontation entre le couple pour que son mari la pousse à dévoiler ce qu'elle a fait de l'orphelin. En pleurs, elle lui reproche d'être toujours absent et qu'elle n'en pouvait plus de s'occuper d'un enfant aussi violent et incontrôlable que Nicky. Dès lors, elle a pris la décision de le placer, tout en le vendant légalement, dans un centre d'enfants au Connecticut pour qu'une autre famille d'accueil s'occupe de lui tout en fournissant à la directrice de l'insuline pour son diabète. Malheureusement, il s'avère que Nicky est tombé entre les mains d'un couple pervers, les Pearson, qui adopte des mineurs abandonnés par leurs premiers parents adoptifs pour les mettre en scène dans des vidéos pédopornographiques. En changeant régulièrement d'identité pour paraître normaux et fiables auprès des Services Sociaux, les Pearson ont rapidement pris la fuite en voyant que la disparition de Nicky est relayée dans les médias et par l'Alerte Amber... Dans leur maison, les inspecteurs retrouvent son pyjama bleu et une vidéo où les ravisseurs tentent de le manipuler pour qu'il se livre à des rapports sexuels avec deux autres filles qu'ils ont adoptées quelques années plus tôt... Le temps presse pour le sauver d'autant plus que sa glycémie s'élève d'heure en heure...

### Épisode 15:Fin de la plaisanterie
- États-Unis : 26 février 2014 sur NBC
- France : 19 janvier 2015 sur TF1

- États-Unis : 7,78 millions de téléspectateurs[18] (première diffusion)

- Skyler Day : Renee Clark
- Jonathan Silverman : Josh Galloway
- Laura Slade Wiggins : Carly Rydell
- Patrick Thomas Cragin : Sean Brady
- Caroline Lindy : Audrey Truffaut
- Elizabeth Marvel : Rita Calhoun
- Dean Winters : Détective Brian Cassidy
- Sophia Bush : Erin Lindsay
- Victoria Rowell : Juge Delilah Hawkins

Lors d'une soirée organisée sur un campus entaché par une ancienne direction qui a couvert de nombreux viols, un célèbre humoriste, Josh Galloway, donne une représentation devant un public mixte. Connu pour ses blagues sur le viol, ce dernier les enchaine avant d'être conspué par un groupe de jeunes féministes qui ont monté une association pour dénoncer les agressions sexuelles qui se déroulent dans leur université. Ancienne victime, Renée Clark le confronte et lui rappelle qu'il est malsain de blaguer sur les viols que subissent de nombreuses étudiantes. Moqueur et insensible, adoré par ses fans qui l'applaudissent, Galloway l'humilie sur scène en lui souhaitant méchamment d'être violée par plusieurs hommes pour qu'elle change d'avis sur le non-consentement. Choquée, rabaissée devant une foule hilare, Clark s'en va avec ses amies tandis que Galloway continue à faire son show. Alors qu'elle rentre seule dans sa résidence, Clark est attaquée par deux étudiants fans de l'humoriste, qui ont filmé son spectacle, qui lui proposent de la violer ensemble mais celle-ci riposte et parvient à se débattre. Traumatisée, elle se rend immédiatement à l'unité spéciale pour dénoncer ses agresseurs et théorise à Benson et Rollins que Galloway les a incités à tenter de l'agresser sexuellement lors de son one-man show. Arrêté, le duo affirme aux inspecteurs qu'il voulait simplement rigoler en lui faisant croire qu'ils allaient passer à l'acte. Malgré leur bêtise, le substitut du procureur Barba affirme aux enquêteurs qu'il est difficile de les inculper pour tentative de viol car ils ne peuvent pas démontrer les intentions de Galloway, c'est-à-dire  de pousser ses fans à s'en prendre sexuellement à Clark. Surtout, faisant face à la détermination de Benson et Rollins qui veulent prouver que Galloway est dangereux, Barba les prévient qu'il a le droit à la liberté d'expression et que ses farces n'ont rien d'illégal. Interrogé dans sa chambre d'hôtel, toujours aussi sarcastique et nargueur, celui-ci nie toute implication dans l'agression de Clark et se protège, comme l'anticipait Barba, derrière son droit à blaguer sur le viol. Rusé, il se proclame satiriste et annonce qu'il n'a aucune influence sur le comportement de ses fans qui, selon l'unité spéciale, le prennent au premier degré lorsqu'il déconne sur les violences sexuelles. Selon lui, il facilite en aucun cas le viol. Invités à sa deuxième représentation sur le campus par Galloway, Fin, Rollins, Benson et son petit ami et ancien collègue Cassidy sont ahuris de le voir en train de se moquer d'eux en continuant à inciter son public à violer les jeunes femmes pour s'éclater au lit. Pourtant, ivre, il disjoncte et sous-entend qu'il a violé une femme la nuit précédente dans sa suite et qu'elle était beaucoup trop alcoolisée pour s'en apercevoir. Dégoutés par ses provocations, Benson et son équipe s'en vont jusqu'au moment où une jeune fille, Carly, les accoste à la sortie pour leur avouer que Galloway parlait d'elle car elle était effectivement avec lui la veille... Tétanisée par ses aveux, elle leur fait part d'un doute. Elle pense qu'il l'a violée.

### Épisode 16:Au-delà du sport
- États-Unis : 5 mars 2014 sur NBC
- France : 26 janvier 2015 sur TF1

- États-Unis : 6,01 millions de téléspectateurs[19] (première diffusion)

- Jake Choi : Ty Lee
- Nicole Coulon : Zoe
- Winston Duke : Cedric Jones
- Preston Ellis : Jack
- Greg Finley : Eddie Thorpe
- Glenn Fleary : Larry Jones
- Luke Guldan : Bucky Dinucci
- Erik Kappenberg : officier Anthony Parker
- Ty King : Jerome Fields
- Junior Mendez : Freddy
- Glenn Morshower : coach Bill Becker
- Leigh-Ann Rose : Tanya
- Thomas Sadoski : Nate Davis
- Brennan Taylor : détective Tom Haley

### Épisode 17:Un pari risqué
- États-Unis : 12 mars 2014 sur NBC
- France : 2 février 2015 sur TF1

- États-Unis : 6,28 millions de téléspectateurs[20] (première diffusion)

- Fernanda Andrade : Marianna Guarana
- Lothaire Bluteau : Anton Nadari
- Federico Dordei : Marcelo Guarana
- Benny Nieves : Carlos Riva
- Sherri Saum : Sondra Vaughn
- Stefanie Scott : Clare Wilson
- Donal Logue : Lieutenant Declan Murphy

Endettée en raison de son addiction aux jeux d'argent, l'inspectrice Amanda Rollins se fourvoie dans un casino clandestin pour éponger ses échéances. Malheureusement, Clare Wilson, une adolescente de 16 ans qu'elle a rencontrée au cours d'une précédente enquête qui a conduit au démantèlement d'un réseau de prostitution, la reconnaît et la dénonce à son patron, Declan O'Rourke (qui s'avère être Declan Murphy, un policier de la brigade des mœurs sous couverture). Pour sauver sa peau, elle n'a pas d'autres choix que de collaborer avec ce dernier qui la contraint à corrompre des preuves accablantes, voire convaincre une jurée de changer d'opinion sur un prisonnier sur le point d'être jugé. Pire encore, elle devient chauffeuse de Marcelo Guarana, un diplomate brésilien, et malgré elle, complice du viol de la femme de ce dernier.

### Épisode 18:Le Pouvoir de la presse
- États-Unis : 19 mars 2014 sur NBC
- France : 2 mars 2015 sur TF1

- États-Unis : 6,28 millions de téléspectateurs[20] (première diffusion)

- Alec Baldwin : Jimmy McArthur
- Katie Couric : elle-même
- Manish Dayal : Fareed Salim
- Leslie Odom Jr. : Révérend Curtis Scott

Célèbre journaliste du New-York Ledger, auréolé de deux Pulitzer, le chroniqueur Jimmy McArthur est autorisé par la direction de l'unité spéciale de suivre le travail de l'équipe du sergent Benson qu'il souhaite interroger pour dresser un portrait d'elle dans son journal pour dépeindre ce qu'est une femme forte, en raison de son rétablissement hâtif après s'être fait violée par William Lewis. D'abord réticente, elle accepte de se confier à lui mais leur entretien est rapidement avorté par une affaire d'agression sexuelle. En effet, à Central Park, une jeune femme musulmane, Heba, a été retrouvée dans un piteux état et elle a été violée par, selon elle, deux hommes racistes qui l'ont injuriée tout en l'humiliant en tenant des propos discriminatoires. Bénéficiant d'un accès total, McArthur en profite pour s’incruster dans leur enquête et, manipulé par certaines sources provenant de la police, interroge la famille avant les inspecteurs qui s'avèrent être dépassés par son excitation de tout savoir avant eux. Dès lors, influencé par des rumeurs issues de la police qui remet en doute son témoignage, McArthur proclame qu'il s'agit d'un crime haineux et qu'elle a inventé son viol. Or, de son côté, défendue par le représentant Curtis Scott, Heba confesse à Rollins et Amaro que, après un gala où elle passé la soirée dans l'entreprise de son frère en sa compagnie, elle a bien été agressée sexuellement dans le parc et que ses agresseurs sont des racistes qui lui ont volé la virginité. Pourtant, entourée par sa famille musulmane, elle souhaite tourner la page car l'honneur de ses proches est désormais souillé. En vérifiant son récit, l'unité spéciale parvient à prouver qu'elle a menti sur le déroulement de son agression sexuelle. En effet, une vidéo de surveillance publique la montre en panique et dévêtue dans les rues de New York peu de temps avant que des policiers ne la retrouvent débraillée dans le parc. Trahie par cette preuve accablante, Heba réitère sa version des faits et, convaincue par Scott que la police n'est pas de leur côté car elle pense que sa fille ment, sa mère vire Rollins et Amaro de leur maison. Tout compte fait, déterminé à afficher la victime comme une menteuse, McArthur obtient leur vidéo et la publie en une de son journal titré "Canular". Malgré tout, le frère d'Heba fait confiance à l'unité spéciale et leur souffle qu'il est parti du gala tout la laissant seule avec la secrétaire de son boss, Elias Kemp Jr...

### Épisode 19:Enfance occultée
- États-Unis : 2 avril 2014 sur NBC
- France : 9 mars 2015 sur TF1

- États-Unis : 5,90 millions de téléspectateurs[21] (première diffusion)

- Ella Anderson : Maddie Aschler
- Meghann Fahy : Jenny Aschler
- David Stewart Sherman : Gary Aschler
- Thedra Porter : assistante sociale Chantal Jackson
- Kelly Briter : Bartell
- David Pittu : Linus Tate
- Jeremy Shamos : Roger Pierce
- Bill Irwin ; Docteur Peter Lindstrom
- Frank Deal : Agent O'Connell
- Dean Winters : Détective Brian Cassidy
- Socorro Santiago : Juge Ortiz
- Jayne Houdyshell : Juge Ruth Linden

Alors que Benson s'intéresse de près au bébé sans parents, contaminé par une infection virale et rejeté par plusieurs familles d'accueil, qu'elle a découvert lors d'une affaire de pédopornographie dont elle a arrêté les responsables, dans l'unique but de tenter de l'adopter pour le retirer des Services Sociaux d'autant plus qu'elle entre en conflit avec son compagnon Cassidy qui regrette qu'elle consacre trop de temps à son métier, Benson est appelée par ses collègues au bas d'un immeuble où une petite fille est sur le point de tomber du balcon de l'appartement dans lequel elle vit. Finalement sauvée de justesse par la police, l'enfant, Maddie, annonce aux enquêteurs que sa mère, Jenny Aschler, l'a enfermée avec suffisamment de nourriture pour se nourrir le temps de son absence qui doit durer deux jours. Or, en faisant des recherches pour rapidement l'intercepter, l'unité spéciale découvre que Jenny est actuellement en prison pour vol à l'étalage. Interrogée pour qu'elle donne des explications sur sa négligence qui a failli coûter la vie à Maddie, Jenny s'avère être une femme troublée et instable psychologiquement. Selon elle, si elle a pris le choix de la laisser seule à son domicile sécurisé par plusieurs verrous sur la porte d'entrée, c'est parce qu'elle ne voulait pas la confier à son ex petit-ami, un certain Gary, qu'elle soupçonne de pédophilie. Franc et brutal, ce dernier avoue à Fin et Amaro qu'il frappait Jenny et sous-entend que son frère, qui n'est d'autre que le premier mari de la mère désormais célibataire, s'est débarrassé d'elle en l'autorisant à coucher avec elle. Surtout, il insinue qu'il la violait régulièrement ce que confirme Jenny qui, sortie de sa détention, affirme qu'il prenait du plaisir à l'agresser sexuellement car, d'après lui, un homme peut violer sa conjointe en toute tranquillité car ce c'est pas un crime. Hallucinés par la désinvolture de Gary, Benson et ses collègues décident de soutenir Jenny pour qu'elle récupère sa fille, actuellement placée dans un foyer, tout en inculpant Gary pour violence conjugale et viol. Influencé par Barba, Fin et Amaro parviennent à faire répéter à Gary qu'il la viole pour l'emprisonner afin de l'empêcher d'obtenir la garde de Maddie. Pourtant, convaincue que Jenny est effrayée par la gent masculine depuis ses mésaventures avec Gary et son frère, Benson demande à son thérapeute, le docteur Lindstrom, de la consulter en sa présence pour l'aider à déterrer son passé. Après avoir révélé que son premier conjoint, qui purge une peine de prison pour drogues, la prostituait à Gary et à d'autres hommes alors qu'elle était encore mineure, soit à 14 ans, Jenny prend peur en évoquant son enfance et se bloque...

### Épisode 20:Roulette russe
- États-Unis : 9 avril 2014 sur NBC
- France : 16 mars 2015 sur TF1

- États-Unis : 7,41 millions de téléspectateurs[22] (première diffusion)

- Sarah Bisman : Bronwyn Freed-Wilkins
- Alex Hernandez : Carlos "O.G." Hernandez
- Lily Pilblad : Amelia Cole
- Pablo Schreiber : William Lewis
- Sarah Street : Dr. Janice Cole
- Donal Logue : Lieutenant Declan Murphy

Juriste lors du procès de William Lewis et persuadée de son innocence, Bronwyn Freed-Wilkins rend visite au violeur en série en prison pour lui rapporter des gâteaux qui contiennent du Propranolol pour ses crises d'anxiété. Mais après les avoir dégustés, le prisonnier est hospitalisé, déclaré mort, mais est revenu à la vie par miracle, tue le policier chargé de le surveiller, puis viole une infirmière avant de l'attacher dans un placard et s'échappe. Il appelle ensuite la sergente Olivia Benson, tue ensuite Janice Cole, sa psychiatre, viole la fille aînée de la victime, Lauren, avant de la ligoter dans un placard et capture la sœur cadette de celle-ci, Amelia. La seconde victime raconte à la sergente que son agresseur lui a demandée de transmettre un message à la nouvelle responsable de l'unité spéciale: elle doit dire la vérité sur la façon dont William a plongé. Olivia donne alors une conférence de presse, sous la contrainte, et reconnaît avoir menti sous serment au procès du suspect: il était déjà attaché quand elle l'a frappé avec une barre métallique et lui a causé des blessures irréversibles, s'excuse publiquement et demande à ce qu'elle soit inculpée pour parjure.

### Épisode 21:Perte de crédibilité
- États-Unis : 30 avril 2014 sur NBC
- France : 23 mars 2015 sur TF1

- États-Unis : 6,20 millions de téléspectateurs[23] (première diffusion)

- Sarah Bisman : Bronwyn Freed-Wilkins
- Lily Pilblad : Amelia Cole
- Pablo Schreiber : William Lewis
- Donal Logue : Lieutenant Declan Murphy

Pour sauver la vie d'Amelia, le sergent Benson a décidé d'affronter Lewis seule et, dans un silo abandonné, ce dernier l'a obligée à jouer à la roulette rousse avec lui sous les yeux de son otage. Pendant ce temps, perdus dans le bâtiment, son équipe et le lieutenant Murphy les entendent grâce à la radio de Lewis qui leur fait écouter leur jeu mortel. Alors que la dernière balle était réservée à Benson, Lewis se rapproche d'elle et, gaucher, prend l'arme à feu avec sa main droite puis se tire une balle dans la tête devant le sergent qui, tétanisée par son geste et d'avoir échappé à la mort, se fige d'effroi tandis que ses collègues la détachent de ses liens. Hospitalisée, soulagée d'apprendre qu'il n'a pas violé Amelia, Benson n'a pas le temps de se remettre de ce suicide car elle fait désormais l'objet d'une enquête de la part du Lieutenant Tucker des Affaires Internes afin de déterminer si William Lewis s'est bien donné la mort comme elle le prétend. Face à Fin qui pense qu'il doit mentir pour la protéger en prétextant qu'il l'a bien vu se suicider, Murphy s'oppose à lui et lui demande, ainsi qu'à Rollins et d'Amaro, de ne pas affabuler car seule la vérité de Benson triomphera. Malheureusement, pourtant proche de Benson, le médecin-légiste Melinda Warner leur révèle que l'autopsie de son bourreau ne permet pas de savoir s'il s'agit bien d'un suicide ou bien d'un meurtre car il a changé de main pour faire croire que Benson l'a tué avec la sienne. De plus, son revolver contient ses empreintes et "ces circonstances indéterminées" poussent les Affaires Internes à enquêter sur son décès. Pourtant, étonnamment, le lieutenant Tucker refuse de croire Benson qui ne cesse de réitérer qu'il l'a piégée en choisissant le suicide car, avant sa mort, il lui a promis qu'elle allait se souvenir de son dernier geste toute sa vie. Dès lors, Tucker lui suggère d'affirmer qu'il s'agissait de légitime défense pour clore cette affaire une fois pour toutes mais, humiliée depuis son discours de mea culpa dans les médias, elle ne veut plus parjurer comme elle l'a fait lors de son procès en prétextant qu'elle s'est défendue contre lui alors qu'il était menotté. De leur côté, interrogés un par un, Murphy, Rollins et Fin sous-entendent qu'elle l'a tuée pour survivre et qu'ils ont tout entendu au moment où ils la recherchaient dans le silo, s'opposant à Amaro qui certifie à Tucker et au sergent Draper qu'il s'est bien tiré une balle et que sa collègue est innocente. Agacé par le fait que Benson se désire pas rejoindre sa théorie qui pourrait l'exclure d'une instruction judiciaire plus approfondie, Tucker la prévient que le procureur de Brooklyn peut lui faire perdre son emploi et l'emprisonner si celle-ci démontre qu'elle l'a abattue par vengeance. Or, elle a beau répéter qu'elle n'est pas impliquée dans sa mort, personne ne la croit sauf Amaro. Quant à son avocate, Rita Calhoun, elle lui confirme que le procureur fera tout pour exposer son usage excessif de la force qu'elle a avoué en direct à la télévision. Finalement, faute de preuves concrètes, Murphy lui apprend que son substitut Derek Strauss va faire appel à un Grand Jury pour savoir si elle s'est vengée en le tuant...

### Épisode 22:Place au doute
- États-Unis : 7 mai 2014 sur NBC
- France : 30 mars 2015 sur TF1

- États-Unis : 5,34 millions de téléspectateurs[24] (première diffusion)

- Emma Bell : Rose Summers
- Celia Keenan-Bolger : Mavis Summers
- Ann Curry : elle-même
- Nicole Sudhaus : Brie
- Elizabeth Ward Land : Juliet
- Kate Shindle : Julianne
- Gonzalo Vargas : Fontana
- Julyana Soelistyo : Dohna
- Keidrich Sellati : Daniel Summers-Maddox
- Clare Foley : Chelsea Summers-Maddox
- Godfrey (humoriste) : Adam Church
- Samantha Mathis : Catherine Summers
- Geraldo Rivera : lui-même
- Bradley Whitford : Frank Maddox
- Jeffrey Tambor : Ben Cohen
- Donal Logue : Lieutenant Declan Murphy
- Aida Turturro : Juge Felicia Catano

En plein tournage d'une série à succès, le producteur télévisé Frank Maddox est approché par le sergent Benson et le lieutenant Murphy qui veulent s'entretenir avec lui car sa fille de 8 ans, Chelsea, l'accuse de l'avoir violée dans l'appartement de son ex-femme, Catherine Summers. Dubitatif, Maddox nie les faits et informe les enquêteurs que Catherine et lui se battent pour obtenir la garde de leurs deux enfants, Chelsea et Daniel. Selon ce dernier, follement jalouse de sa petite sœur Rose qu'elle a surpris en train de faire l'amour avec lui, Catherine cherche à le détruire pour le discréditer aux yeux de la justice pour que Chelsea soit sous sa responsabilité. En visionnant une vidéo enregistrée chez le thérapeute de Chelsea où elle raconte ce qu'elle a subi, l'unité spéciale s'interroge sur la véracité de son récit car elle semble répéter un texte qu'elle récite à la perfection et dicté par sa mère. Rapidement, cette affaire devient médiatique et le clan Maddox se déchire dans les médias. Alors que Maddox est soutenu et défendu par sa nouvelle femme Rose, qui accuse son aînée Catherine de vouloir le salir car il a divorcé pour l'épouser alors qu'elle était encore adolescente, Catherine annonce aux enquêteurs qu'il opère toujours de la même façon. Quand il l'a rencontrée, il s'est mariée avec elle et l'a transformée en star avant de se rapprocher de sa sœur quand elle était mineure tout en lui promettant qu'il allait la rendre célèbre en la faisant jouer dans l'une de ses séries... Une promesse qu'il aurait faite à sa petite fille avant de s'en prendre à elle sexuellement. Interrogée sans sa mère, Chelsea réitère ses accusations auprès de Benson et lui assure qu'elle n'invente rien sous l'influence de Catherine. De leur côté, sa nounou certifie à Fin qu'elle a vu l'enfant à moitié dévêtue sortir de la buanderie, là où elle aurait été violée, tandis que son frère Daniel révèle à Rollins que son père l'ignore au profit de Chelsea qu'il chérit comme une poupée. Soutenu par son avocat, trahi par des empreintes sur la machine où laver où il aurait tripoté Chelsea, Maddox confesse aux inspecteurs qu'il y était avec sa fille mais qu'il ne l'a pas agressée. Quant à la dernière des Summers, Mavis, elle les informe qu'elle se doutait des penchants déviants de Frank car il s'avère être tactile avec les mineures, dont Rose, au point de poser des caméras partout dans l'appartement de Catherine et dans sa ferme pour le surveiller. Or, le seul endroit où il y en a pas est la buanderie où Maddox a probablement entraîné Chelsea pour la violer...

### Épisode 23:Coupable de... penser
- États-Unis : 14 mai 2014 sur NBC
- France : 6 avril 2015 sur TF1

- États-Unis : 5,42 millions de téléspectateurs[25] (première diffusion)

- Brian Baumgartner : Gordon Montlieff
- Kate Blumberg : Mrs. Wilkes
- Kimiko Glenn : Lily Deng
- Joshua Malina : Simon Wilkes
- Welker White (de) : Paula Walker
- Donal Logue : Lieutenant Declan Murphy

Toujours sous la direction du lieutenant Murphy, l'Unité spéciale utilise des moyens plus ou moins légaux pour identifier et appréhender des pédophiles sévissant à New York, soit leur juridiction, avant qu'ils ne passent à l'acte. En infiltrant un réseau clandestin sur Internet où des prédateurs sexuels poussent des enfants à se déshabiller et à obéir à leurs fantasmes, le sergent Benson et son équipe parvient à arrêter un simple voyeur, Gordon Montlieff qui se cache derrière le pseudonyme "Flash", aux penchants déviants qui est tombé dans un piège orchestré par leur appât, une flic qui s'est faite passer pour une adolescente lors d'une séance en webcam. Démasqué à son travail, ce dernier explique aux enquêteurs qu'il n'a jamais assouvi ses envies les plus perverses et qu'il n'a simplement que des fantasmes qu'il était à deux doigts de réaliser. Pour lui faire peur et l'obliger à donner d'autres noms de pédophiles avec qui il a chatté sur ce forum situé sur le Darknet, les enquêteurs décident de l'enfermer en cellule avec un violeur en série d'enfants qui lui fait part de son angoisse de retourner en prison où il se fera lyncher par les autres prisonniers. Finalement, il leur révèle qu'il existe un autre chat où il a parlé avec un certain "Eraste" qui lui a dévoilé, preuve à l'appui lors d'une discussion prise en capture écran, qu'il fantasme sur des enfants s'amusant dans une cour de récréation située près de lui et qu'il voudrait en enlever un pour le violer puis le massacrer. Horrifié par ce désir macabre, le lieutenant Murphy est persuadé que ce dernier est un prédateur sexuel beaucoup plus dangereux que Montlieff et, pour l'approcher dans sa galerie d'art afin de le piéger, prend la décision de se faire passer pour un amateur d'art avec Rollins. En effet, "Eraste" n'est d'autre qu'un photographe, Simon Wilkes, reconnu pour ses photographies d'adolescents à moitié nus et il est marié à la directrice de son exposition qui semble ignorer sa face sombre. En enregistrant en douce sa conversation avec Wilkes, Murphy réussit à lui faire croire qu'il est aussi pédophile et qu'il veut lui aussi enlever un petit garçon pour le violer et le torturer, ce qui plaît à Wilkes qui lui confie qu'il s'agit simplement d'une obsession qui le travaille sans réellement commettre un crime. Face à cette incitation au meurtre de Murphy pour amadouer Wilkes, le substitut du procureur Barba le prévient, ainsi que l'Unité spéciale, qu'il ne peut pas le poursuivre pour ses fantasmes morbides tant qu'il n'y a pas eu de passage à l'acte. Conséquemment, déterminé à mettre Wilkes sous les verrous pour l'empêcher de les réaliser, Murphy convainc Fin de jouer un trafiquant d'êtres humains qu'il rencontre avec Wilkes pour lui acheter un petit garçon. Lorsque l'arttiste lui avoue qu'il n'a pas l'argent pour en avoir un, il leur propose de visiter une pièce secrète insonorisée située dans son appartement où il le violera et martyrisera en live pour le payer grassement. Médusés, Murphy et Fin découvrent une chambre de torture, un laboratoire parsemé d'instruments de sévices corporels dont l'unique fenêtre se trouve en face d'une cour de récréation où il prend en photo les enfants à distance pour satisfaire son appétit sexuel refoulé...

### Épisode 24:L'Enfant inattendu
- États-Unis : 21 mai 2014 sur NBC
- France : 4 mai 2015 sur TF1

- États-Unis : 6,39 millions de téléspectateurs[26] (première diffusion)

- Kate Blumberg : Mrs. Wilkes
- Sara Contreras : Alminia Aguilar
- Emma Greenwell : Ellie Porter
- Joshua Malina : Simon Wilkes
- Karl Miller : Hans Erhard
- Jason Cerbone : Terrence Quinn
- Diomargy Nuñez : Officier Sanchez
- Thedra Porter : Assistante sociale Chantal Jackson
- Gavin-Keith Umeh : Augustine "Little Tino" Aguilar
- Michael Potts : Sergent Cole Drapper
- Donal Logue : Lieutenant Declan Murphy
- Raza Jaffrey : Un Avocat de la défense
- Peter Hermann : L'Avocat de la défense Trevor Langan

Furieux de l'acquittement de Simon Wilkes, et blessé par le départ précipité et définitif de son ex-femme Maria avec leur petite fille Zara pour Los Angeles, Amaro surprend le photographe en train de prendre des photos d'enfants en train de s'amuser dans la cour de récréation située devant son immeuble où se trouve sa chambre des supplices et, animé par sa haine des pédophiles, le tabasse sauvagement avant d'être arrêté par la police. Quelques mois après la fusillade où il a abattu un adolescent noir qu'il pensait armé lors d'une course-poursuite, il est sous le coup d'une nouvelle enquête des Affaires Internes mais également du procureur qui lutte contre la brutalité policière. Représenté par son avocat Lorenzo Desappio, Amaro est certain que sa carrière de policier dans l'Unité spéciale est bel et bien finie d'autant plus que Wilkes, toujours hospitalité pour des blessures très graves, et son épouse portent plainte contre lui pour agression devant plusieurs témoins qui le décrivent comme un assaillant. Or, refusant d'obéir à Amaro qui lui a demandé de s'éloigner des enfants, Wilkes l'a frappé en premier avec son appareil photo avant que l'enquêteur ne riposte en le frappant brutalement. Alors que sa partenaire Benson et ses coéquipiers sont obligés de le laisser de côté par le lieutenant Murphy qui leur exige de se consacrer sur une nouvelle enquête en cours, Amaro est envoyé en prison et, ne pouvant pas payer sa lourde caution tout seul, perd confiance en lui quitte à ne plus se battre pour prouver sa légitime défense contre Wilkes. Démoralisé, il est surpris de recevoir la visite surprise de son ancien partenaire, Munch, qui a quitté l'Unité spéciale quelque temps plus tôt. Par amitié, il accepte de devenir son garant et Amaro est aussitôt libéré. Or, plus tard, son avocat et lui sont étonnés d'apprendre que Wilkes et sa femme ont finalement renoncé à déposer une plainte pour l'inculper pour brutalité envers l'artiste. Cependant, le sergent Draper des Affaires Internes le prévient qu'il est à deux doigts d'être viré de l'Unité spéciale et qu'il doit suivre une thérapie pour gérer sa colère ravageuse. Surtout, sa hiérarchie et que la Division n'ont toujours pas tranché sur son sort. Rassuré de penser qu'il continuera à être policier, Amaro ignore que sa collègue Rollins lui a sauvé la peau en faisant chanter la compagne de Wilkes en lui insinuant qu'elle piégera son mari sur un forum pédophile en échangeant du contenu pédopornographique qu'il téléchargera à coup sûr. Effrayée pour sa réputation, et amoureuse de Wilkes, sa femme accepte d'annoncer aux Affaires Internes que Wilkes a battu Amaro avant qu'il ne le roue de coups pour se défendre.
L'affaire continue dans l'épisode 1 de la saison 18.